# Celimba parvula
Celimba parvula is een hooiwagen uit de familie Assamiidae.